# Robert Barnard
Robert Barnard (Burnham-on-Crouch, 23 novembre 1936 – Leeds, 19 settembre 2013) è stato uno scrittore britannico di romanzi polizieschi.

## Biografia
Nato il 23 novembre 1936 a Burnham-on-Crouch, studia alla Colchester Royal Grammar School e al Balliol College di Oxford.
Dopo il dottorato di ricerca conseguito all'Università di Bergen nel 1972, inizia la sua carriera accademica insegnando in varie università.
Pubblica il suo primo romanzo negli anni settanta mentre è lettore all'Università di Tromsø e da allora dà alle stampe più di quaranta opere tra romanzi, racconti e saggi firmandosi anche con lo pseudonimo di Bernard Bastable.
Particolarmente apprezzato dalla critica che gli conferisce numerosi riconoscimenti culminati con il Cartier Diamond Dagger alla carriera del 2003, muore a 76 anni il 19 settembre 2013 a Leeds.

## Opere principali

### Serie Idwal Meredith
- Unruly Son ou Death of a Mystery Writer (1978)
- Alle soglie della morte (At Death's Door, 1988), Milano, Il Giallo Mondadori N. 2100, 1989 traduzione di Luciano Lorenzin

### Serie Perry Trethowan
- Sheer Torture (1981)
- Death and the Princess (1982)
- The Missing Bronte (1983)
- Corpi in vendita (Bodies, 1986), Milano, Il Giallo Mondadori N. 2021, 1987 traduzione di Luciano Lorenzin
- Death in Purple Prose (1987)

### Serie John Sutcliffe
- Political Suicide (1986)
- Scandal in Belgravia (1991)

### Serie Charlie Peace
- Death and the Chaste Apprentice (1989)
- A Fatal Attachment (1992)
- A Hovering of Vultures (1993)
- The Bad Samaritan (1995)
- No Place of Safety (1997)
- The Corpse at the Haworth Tandoori (1998)
- The Bones in the Attic (2001)
- A Fall from Grace (2006)
- The Killings on Jubilee Terrace (2009)
- A Charitable Body (2012)

### Altri romanzi
- Death of an Old Goat (1974)
- A Little Local Murder (1976)
- Death on the High C's (1977)
- Blood Brotherhood (1977)
- Posthumous Papers (1979)
- Death in a Cold Climate (1980)
- Mother's Boys (1981)
- Little Victims  (1983)
- A Corpse in a Gilded Cage (1984)
- Out of the Blackout (1985)
- Disposal of the Living (1985)
- The Skeleton in the Grass (1987)
- A City of Strangers (1990)
- The Masters of the House (1994)
- Touched by the Dead  (1999)
- Unholy Dying (2000)
- The Mistress of Alderley (2002)
- A Cry From The Dark (2003)
- The Graveyard Position (2004)
- Dying Flames (2005)
- Last Post (2008)
- A Stranger in the family (2010)

### Serie Mozart firmata Bernard Bastable
- Dead, Mr. Mozart (1995)
- Too Many Notes, Mr. Mozart (1998)

### Altri romanzi firmati Bernard Bastable
- To Die Like a Gentleman (1993)
- Mansion and its Murder (1998)

### Racconti
- Death of a Salesperson, and Other Untimely Exits (1989)
- The Habit of Widowhood, and Other Murderous Proclivities (1996)
- Rogue's Gallery (2011)

### Saggi
- Imagery and Theme in the Novels of Dickens (1974)
- L' arte dell'inganno (A Talent to Deceive: An Appreciation of Agatha Christie, 1980), Milano, Mondadori, 1990 traduzione di Rosalba Buccianti e Annita Biasi Conte ISBN 88-04-34171-8.
- A Short History of English Literature (1984)
- Emily Brontë (2000)
- A Brontë Encyclopedia con Louise Barnard (2007)

## Premi e riconoscimenti
- Premio Macavity per il miglior racconto: 1988 per The Woman in the Wardrobe
- Anthony Award per il miglior racconto: 1988 per Breakfast Television
- Premio Agatha per il miglior racconto breve: 1988 per More Final Than Divorce
- Premio Nero Wolfe: 1992 per A Scandal in Belgravia
- Premio Barry per il miglior racconto breve: 2004 per Rogues' Gallery
- Cartier Diamond Dagger: 2003 alla carriera